# Hyphantria punctatissima
Hyphantria punctatissima là một loài bướm đêm thuộc phân họ Arctiinae, họ Erebidae.